# Flugplatz Bad Neuenahr-Ahrweiler

i7
i11
i13
Der Flugplatz Bad Neuenahr-Ahrweiler (ICAO-Code: EDRA) ist ein Sonderlandeplatz nahe der Stadt Bad Neuenahr-Ahrweiler. Er wird vom Luftsportverein Bad Neuenahr-Ahrweiler e. V. betrieben und dient hauptsächlich dem Flugsport. Er liegt circa 3,5 km nordöstlich des Stadtzentrums, westlich der Bundesautobahn 61. Der Flugplatz verfügt über ein Flugplatzrestaurant und ist nicht direkt mit öffentlichen Verkehrsmitteln zu erreichen.

## Geschichte
Nach einem Testbetrieb in den Jahren 1963 bis 1965 wurde ab 1965 eine Wiese auf der Bengener Heide als Startplatz für Segelflugzeuge genutzt. Im Jahr 1975 wurde dann an dieser Stelle der Flugplatz mit einer befestigten Piste errichtet. Heute ist der Platz für Motorflugzeuge mit einem MTOW von bis zu zwei Tonnen, Hubschrauber, Motorsegler, Ultraleichtflugzeuge, Segelflugzeuge und Ballone zugelassen.

## Nutzung
Neben der Nutzung als Flugplatz wird das Gelände auch für Veranstaltungen genutzt. Bis 2017 fand auf dem Flugplatz regelmäßig die JetPower, die weltweit größte Fachmesse und Modellflugshow für turbinengetriebene Flugmodelle, statt. Aufgrund von Problemen mit behördlichen Auflagen wurde die Veranstaltung auf den Flugplatz Donauwörth-Genderkingen verlegt.